# Немачка национална народна партија
Немачка национална народна партија (НННП) (  била је национално-конзервативна странка у Немачкој у време Вајмарске републике.

## Историја
Немачка национална народна партија је формирана 1918. године, настала је спајањем немачке Конзервативне странке, Слободне Конзервативне партије и дела Националне либералне странке.
Због непријатељства са Вајмарским уставом, НННП је нејвећи део између два светска рата провела у опозицији. У великој мери су подржавали земљопоседнике и богате индустријалце, и фаворизују монархизам. Снажно су били против Версајског уговора.
Године 1931, НННП и Нацистичка партија оснивају паравојне организације, и оснивају нелагодни савез познат као Харзбургер фронта. НННП се надала да ће успети да контролише Нацистичку партију кроз ову коалицију, и да сузбије нацистички екстремизам, али пакт је само послужио да се ојача Нацистичку партију.
Наредне године, НННП је постала једина значајна странка, која је подржала Фон Папена као канцелара Немачке. На следећим изборима су прошли лоше, па су постали слабији коалициони партнери Нацистичкој партији у тзв. краткотрајној влади. Адолф Хитлер именован за канцелара 1933. године. Убрзо након тога, чланови НННП-а су били принуђени да приступе Нацистичкој партији или да се искључе из политичког живота. Та странка се распала и убрзо након тога оснивање политичких странака је забрањено у 1933.
У послератној Немачкој, није било озбиљних покушаја да се обнови странка.
НННП је на кратко обновљена 1962. године, али нова НННП је убрзо припојена Националној демократској партији Немачке (НПД). Данас у Немачкој не постоји партија слична НННП-у.

## Председници
- 1918–1924 Оскар Хергт (1869–1967)
- 1924–1928 Куно Граф фон Вестарп (1864–1945)
- 1928–1933 Алфред Хугенберг (1865–1951)